# Monte Aopinie
El monte Aopinie (en francés, Mont Aopinie) es una montaña en el centro de Nueva Caledonia, con una elevación de 550 metros. La fuente del río Poya se encuentra al suroeste. El paisaje está dominado por un denso bosque.